# Anders Hunsballe
Anders Hunsballe (ur. 12 września 1992) – duński piłkarz występujący na pozycji pomocnika.

## Życiorys
Seniorską karierę rozpoczął w 2011 roku w FC Vestsjælland. Nie rozegrał jednak w tym klubie ani jednego meczu. Rok później został zawodnikiem Greve Fodbold. W 2016 roku awansował z tym klubem do 2. division, ale dwa lata później spadł do Danmarksserien.
Zagrał w piłkarskiej reprezentacji Danii w meczu 5 września 2018 roku ze Słowacją. Występ Hunsballe miał związek z protestem podstawowych reprezentantów kraju, którzy nie potrafili porozumieć się z DBU. Hunsballe wszedł na boisko w 46 minucie, zmieniając Christiana Bannisa. Dania przegrała mecz 0:3.

## Statystyki ligowe
| Sezon     | Klub            | Liga           | Mecze | Gole |
| --------- | --------------- | -------------- | ----- | ---- |
| 2011/2012 | FC Vestsjælland | 1. division    | 0     | 0    |
| 2012/2013 | Greve Fodbold   | Danmarksserien | ?     | ?    |
| 2013/2014 | Greve Fodbold   | Danmarksserien | ?     | ?    |
| 2014/2015 | Greve Fodbold   | Danmarksserien | ?     | ?    |
| 2015/2016 | Greve Fodbold   | Danmarksserien | ?     | ?    |
| 2016/2017 | Greve Fodbold   | 2. division    | 27    | 0    |
| 2017/2018 | Greve Fodbold   | 2. division    | 20    | 0    |
| 2018/2019 | Greve Fodbold   | Danmarksserien | ?     | ?    |
| 2019/2020 | Greve Fodbold   | Danmarksserien | ?     | ?    |
| 2020/2021 | Greve Fodbold   | Danmarksserien | ?     | ?    |